# Římskokatolická farnost Hoštka
Římskokatolická farnost Hoštka (lat. Gasdorfium) je církevní správní jednotka sdružující římské katolíky na území města Hoštka a v jeho okolí. Organizačně spadá do litoměřického vikariátu, který je jedním z 10 vikariátů litoměřické diecéze. Centrem farnosti je kostel svatého Otmara v Hoštce.

## Historie farnosti
V kronikách je zaznamenán jako první duchovní správce Hoštky kněz Otmar, který v místě působil od roku 1177. Středověká tradice pak zřejmě dala podnět k patrociniu kostela sv. Otmara, jehož jméno nesl také první známý hoštecký kněz. Další záznam z kronik týkající se farnosti je zpráva o tom, že již v roce 1384 byla v místě plebánie, spravovaná knězem Jindřichem. Jména kněží, kteří v Hoštce působili v období mezi Otmarem a Jindřichem nejsou známa. Hoštecká plebánie zanikla v důsledku husitských válek a území mělo duchovní správu společně s dalšími lokalitami vedenou z různých míst v okolí. V době po třicetileté válce od 60. let 17. století byla farnost opět samostatná. Matriky jsou v místě vedeny od roku 1666. Ve 2. dekádě 21. století je farnost spravována excurrendo ze Štětí nad Labem.

### Duchovní správcové vedoucí farnost
Začátek působnosti jmenovaného v duchovní správě farnosti od roku:
- 1177 Otmar
- 1352 Jindřich (Henricus), † 1358
- 1358 Jan (Joannes)
- 1361 Jakub (Jacobus) z Nepomyšle
- 1365 Swanko z Kovářova
- 1374 Matyáš (Mathias) z Robče
- kněz Václav (Wenceslaus)
- 1403 Tomáš (Thomas) z Čelákovic
- 1406 Jiří (Georgius) Bose
- 1424 Jan (Joannes)
- –1515  Thomas z Tupé Hory
- 1515   Simon
- 1520   Joannes Ledecký
- 1527   Duchek
- –1588  Joannes Chmelovec
- 1589   Adamus Nygrýn, † 1603
- 1603   Nicolaus, † 1608
- 1608   Wenceslaus Tretorius
- 1610–1640 Patres de Societate Jesu
- 1640 Math. Simonides
- 1641 Jeremias Hieron. Bělský
- 1646 Ioann. Alois. Folsin
- 1652 Georg. Štědroněk
- 1662 Paul. Lucinus
- 1676 Georgius Maxmillanus Šidrovak
- 1678 Joach. Wenc. Lucinus, † 16. 5. 1685
- 1686 Math. Anton. Schreyer
- 1718 Christian. Ign. Teigel, † 13. 1. 1720
- 1720   Sigismundus Barthl
- 1724   Andreas Jos. Sturm
- 1725   Joann. Ign. Erdenthaler
- 1730 Wenc. Pfeiffer
- 1734 Joann. Miller (Müller)
- 1752   Joannes Horák
- 1757   Joann. Sturm
- 1769   Wenceslaus Oliva
- 1771   Antonius Hrdliczka
- 1775   Jos. Franciscus Strobel
- 1780   Josephus Car. Lischka, † 6. 7. 1794
- 1795 Anton. Knechtel
- 1804 Car. Foita, † 1. 5. 1807
- 1807   Anton. Stüber, n. 10. 3. 1762 Praha, o. září 1788, † 10. 6. 1821
- 1821 par. vacat, cap. Petr Foita
- 1821 Franc. Rust, n. 24. 6. 1776 Klutschkav., o. 10. 9. 1801, † 14. 2. 1837
- 1826 Joann. Hanausek, n. 8. 3. 1773 Roudnice, o. 17. 12. 1796, † 26. 5. 1846
- 1847 Petr Foita, n. 6. 11. 1789 Hoštka, o. 24. 4. 1813, † 7. 9. 1867
- 1867 par. vacat, admin. int. Wenc. Brosche
- 1868 Jos. Püchel, n. 16. 9. 1821 Tirschowic., o. 25. 7. 1846, † 13. 2. 1898
- 1899 Bernard Jahn, n. 8. 12. 1840 Deutzendorf., o. 30. 6. 1864, † 5. 7. 1918
- 1919 Antonín Grohmann, n. 18. 3. 1887 Johannesberg, o. 16. 7. 1911, † 1. 1.
- 1940 par. vacat admin. interc. Friedrich Miksch
- 1. 4. 1943 Friedrich Miksch, n. 15. 2. 1914 Lípa, o. 29. 6. 1938, † 23. 3. 1989
- 1. 7. 1946 František Janiš
- 1. 10. 1948 Michael Raab
- 1. 10. 1950 František Krutílek SDB, admin.
- 1. 11. 1952 František Kobr
- 1. 7. 1954 Ladislav Vybíral
- 19. 3. 1959 Jaroslav Novosad
- 1. 6. 1963 Antonín Pospíšil
- 1. 10. 1963 František Kocman
- 1. 6. 1977 Radim Hložánka, admin.
- 15. 1. 1982 Ferdinand Plhal SDB, n. 3. 3. 1926 Rychtářov, o. 13. 6. 1963 Praha, † 19. 11. 2010 Stará Boleslav
- 24. 1. 2003 Benedikt Michal Pintér O.Praem.
- 1. 8.  2004  Milan Suchán O.Praem.
  - 13. 11. 2007 – 1. 8. 2010 Miroslav Šantin, admin. in materialibus
- 1. 9.  2008 Anselm Pavel Kříž O.Praem., admin. exc. ze Štětí nad Labem[4]

Kromě kněží stojících v čele farnosti, působili ve farnosti v průběhu její historie i jiní kněží. Většinou pracovali jako farní vikáři, kaplani, katecheté, výpomocní duchovní aj.

## Území farnosti
Do farnosti náleží území těchto obcí:
- Hoštka (Gastorf[p 2])
- Čakovice (Cakowitz[p 2])
- Kochovice (Kochowitz[p 2])
- Malešov (Malsche[p 2])
- Velešice (Veleschitz[p 2])

## Římskokatolické sakrální stavby na území farnosti
| | Fotografie | Stavba                         | Místo    | Bohoslužby                      | Zeměpisné souřadnice             | Status          | Číslo kulturní památky           |
| Kostely | Kostely    | Kostely                        | Kostely  | Kostely                         | Kostely                          | Kostely         | Kostely                          |
| --- | ---------- | ------------------------------ | -------- | ------------------------------- | -------------------------------- | --------------- | -------------------------------- |
| 1. |            | Kostel sv. Otmara              | Hoštka   | bližší informace o bohoslužbách | 50°29′18″ s. š., 14°20′12″ v. d. | farní kostel    | 23005/5-2041 (Pk•MIS•Sez•Obr•WD) |
| 2. |            | Kostel sv. Jiří                | Malešov  | bližší informace o bohoslužbách | 50°30′36″ s. š., 14°19′23″ v. d. | filiální kostel | 31550/5-2168 (Pk•MIS•Sez•Obr•WD) |
| Kaple |            |                                |          |                                 |                                  |                 |                                  |
| 3. |            | Kaple sv. Antonína Paduánského | Velešice | bližší informace o bohoslužbách | 50°29′20″ s. š., 14°21′35″ v. d. | obecní kaple    | —                                |
| 4. |            | Kaple Nanebevzetí Panny Marie  | Hoštka   | bližší informace o bohoslužbách | 50°29′13″ s. š., 14°20′5″ v. d.  | obecní kaple    | 35490/5-2042 (Pk•MIS•Sez•Obr•WD) |
| 5. |            | Kaple sv. Jana a Pavla         | Čakovice | bližší informace o bohoslužbách | 50°29′17″ s. š., 14°22′27″ v. d. | obecní kaple    | 42336/5-1979 (Pk•MIS•Sez•Obr•WD) |
| Některé drobné sakrální stavby a pamětihodnosti lze dohledat zde v databázi Drobné sakrální památky Zaniklé sakrální stavby lze dohledat zde v databázi Poškozené a zničené kostely, kaple a synagogy v České republice |            |                                |          |                                 |                                  |                 |                                  |

Ve farnosti se mohou nacházet i další drobné sakrální stavby, místa římskokatolického kultu a pamětihodnosti, které neobsahuje tato tabulka.

## Příslušnost k farnímu obvodu
Z důvodu efektivity duchovní správy byl vytvořen farní obvod (kolatura) farnosti Štětí nad Labem, jehož součástí je i farnost Hoštka, která je tak spravována excurrendo.

## Galerie

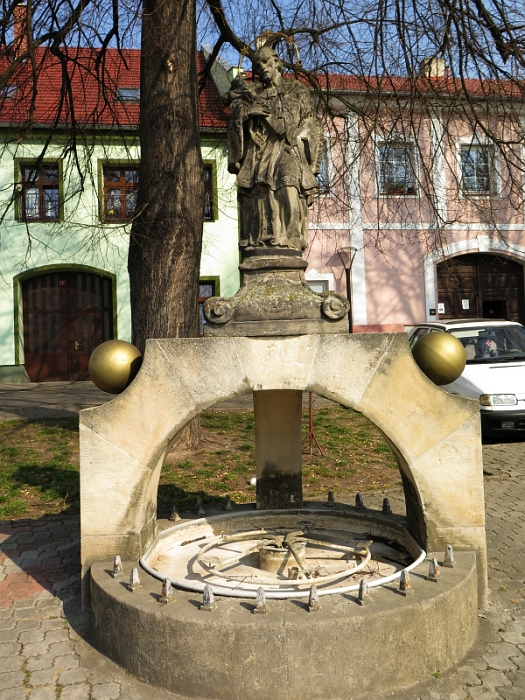
Socha sv. Jana Nepomuckého v Hoštce